# Segundo de Asti
Segundo de Asti ( em italiano:  Secondo di Asti ) (falecido em c. 119) é venerado como mártir e santo. Sua festa é geralmente celebrada em 29 de março. Até o século 15 era celebrado em Asti em 30 de março, mas agora é celebrado na primeira terça-feira de maio. Ele era uma figura histórica que foi decapitada em Asti sob Adriano. Diz-se que ele foi um patrício de Asti e um oficial subalterno do exército imperial. Sabe-se que uma igreja foi dedicada a ele na área já no século IX.

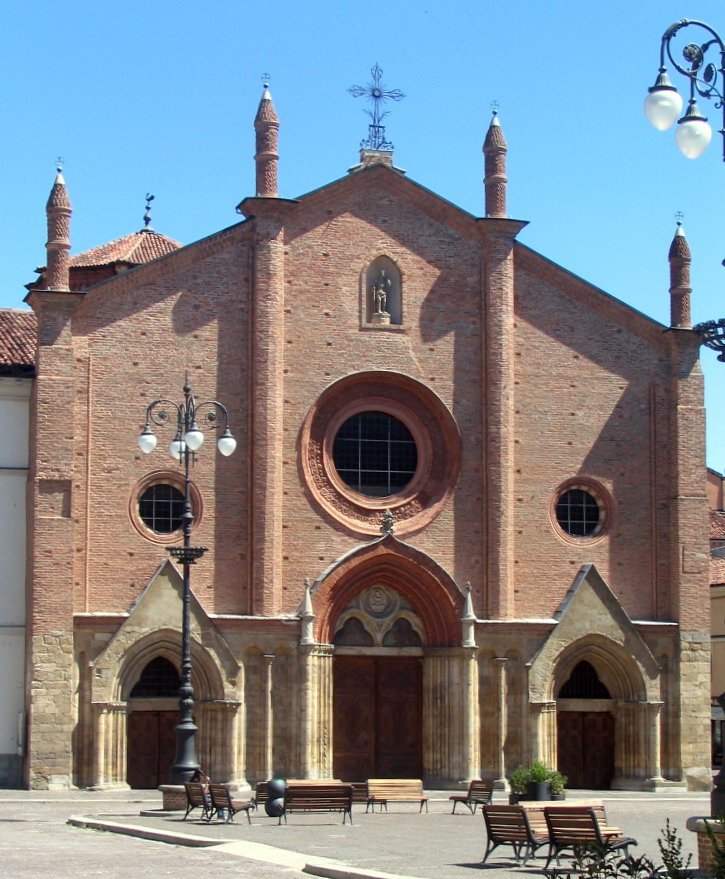
Igreja colegiada de San Secondo em Asti.

## Lenda
Lendas posteriores fizeram de Segundo um membro da Legião Tebana. Uma lenda mais elaborada afirma que ele era um jovem de linhagem nobre que visitava as prisões de Asti. Segundo era amigo de Sapricius (Saprizio), prefeito da cidade. Eles viajaram juntos para a cidade de Tortona, onde Segundo conheceu o primeiro bispo da cidade, Marciano, que mais tarde foi martirizado sob Adriano. O encontro de Segundo com Marciano influenciou sua decisão de se tornar cristão; seu encontro com Faustinus e Jovita influenciou ainda mais sua conversão. Seu amigo Sapricius tentou fazê-lo abjurar de sua fé recém-descoberta. Segundo recusou e foi torturado e decapitado.

## Veneração
O códice chamado Codice della Catena retrata os santos Otávio, Adventor, Solutor, Máximo de Turim, João Batista e Segundo de Asti. Bernardo Strozzi pintou seu St Secundus and Angel por volta de 1640.